# راه شاهی (سپیدان)
راه شاهی (سپیدان)، روستایی از توابع بخش مرکزی شهرستان سپیدان در استان فارس ایران است.

## جمعیت
این روستا در دهستان خفری قرار دارد و براساس سرشماری مرکز آمار ایران در سال ۱۳۸۵، جمعیت آن ۷۹ نفر (۲۱خانوار) بوده‌است.